# 代宁根
代宁根是德国巴伐利亚州的一个市镇。总面积15.33平方公里，总人口1997人，其中男性988人，女性1009人（2011年12月31日），人口密度130人/平方公里。